# أكسل كارل جون غوستافسون
أكسل كارل جون غوستافسون (بالإنجليزية: Axel Carl Johan Gustafson)‏ هو كاتب أمريكي وسويدي، (و. 1847 و 1849  م).